# KSnapshot
KSnapshot — компактное приложение для создания снимков экрана, входящее в набор программ KDE Software Compilation. Оно пригодна для захвата изображений отдельного окна, части окна, части экрана (прямоугольной и произвольной формы) или всего рабочего стола. Захваченные изображения могут быть сохранены в различных графических файловых форматах.
Если в системе установлено расширение KIPI (KDE Image Plugin Interface), возможно также распечатать снимки, отослать их по электронной почте или отправить напрямую в некоторые социальные сети и на веб-сайты.
В декабре 2015 года KSnapshot был заменён на приложение Spectacle.

## Функциональные возможности
- Сохранение во множестве форматов
- Взятие новых снимков
- Функция «Открыть с помощью…», позволяющая открыть снимок во внешнем редакторе
- Копирование в буфер обмена
- Несколько режимов снимка, в том числе области или целого окна
- Задержка снимка
- Интеграция с модулями KIPI
- Опциональное отключение курсора и оформления окна

## Spectacle
Spectacle заменил KSnapshot с релизом KDE Applications 15.12 в Декабре 2015.
В дополнении к тому, что может делать KSnapshot, Spectacle может делать совмещённые скриншоты всплывающих меню вместе с их родительскими окнами. Другим отличием является возможность создания скриншота без старта Spectacle напрямую, используя комбинации клавиш Shift+PrintScreen и Meta+PrintScreen соответственно. Spectacle оптимизирован для быстрого старта, чтобы минимизировать время между нажатием клавиши и действительным захватом изображения.